# 特罗
特羅（法語：Trooz，法語發音：[tʁo]）是比利时瓦隆大区列日省列日區的一个市镇，通行法语，是比利时法语社群的一部分，人口8,172人（2018年1月1日）。

## 地名
该地名“Trooz”的发音为[tʁo]，字母“z”不发音，《世界地名译名词典》中将其误译作“特罗兹”。